# Фрасик, Юзеф Анджей
Юзеф Анджей Фрасик (пол. Józef Andrzej Frasik; 1 февраля 1910, Раковице (Краков) — 23 декабря 1983, Краков) — польский поэт и редактор.
Родился в крестьянской семье. Окончил факультет польской филологии в Ягеллонском университете. Дебютировал как поэт в 1929 году в газете «Kurier Literacko-Naukowy» (приложение «Ilustrowany Kurier Codzieny»). В 1934 г. возглавлял литературно-художественную группу «Litart», в 1934—1935 г. работал редактором еженедельника «Gazeta Artystów». В 1936 году выпустил первую книгу стихов.
В начале Второй мировой войны участвовал в оборонительных боях, затем жил в оккупированном Кракове, участвовал в подпольных литературных вечерах. В 1945—1947 гг. входил в состав редакции еженедельника «Wieś». Затем долгое время заведовал литературными программами на краковском вещании Польского Радио.
Поэзия Фрасика в значительной степени посвящена сельской жизни, природе, в ней сильны религиозные, иногда мистические мотивы. Помимо ряда поэтических сборников он опубликовал книгу прозы «Panny» (1963), преимущественно посвящённую воспоминаниям о довоенном деревенском быте.

## Книги стихов
- Łąkami w górę (1936)
- Urodzony w źdźble (1946)
- Ziemia kwitnie (1954)
- Śpiewny czas (1957)
- Obłoki mijają nas (1961)
- Z rodu kamienia (1965)
- Mój wiatr, moja moc (1969)
- Wniebowstąpienie skowronków (1972)